# Torre Hearst
A Torre Hearst é um arranha-céu de escritórios localizado no bairro de Midtown Manhattan na cidade de Nova Iorque, Estados Unidos. É a sede mundial do conglomerado midiático Hearst Communications, abrigando várias das suas publicações e empresas de comunicação. A Torre Hearst consiste em duas seções com uma altura máxima de 182 metros e uma área de escritório de mais de 79 mil metros quadrados espalhados em 46 andares acima do solo. Os seis andares inferiores do empreendimento formam o Edifício de Revistas Hearst, projetado por Joseph Urban com a George B. Post & Sons e originalmente finalizado em 1928. Acima desta construção está a Torre Hearst, projetada por Norman Foster com a Adamson Associates e finalizada em 2006.
O magnata William Randolph Hearst adquiriu o terreno em meados da década de 1920 para construir um teatro, acreditando que a área se tornaria o próximo grande distrito de entretenimento da cidade, mas mudou de ideia e decidiu construir uma sede para suas revistas. O edifício original foi projetado para ser a base de uma torre maior, porém as dificuldades econômicas da Grande Depressão frustraram esse empreendimento. Uma proposta de expansão na década de 1940 também fracassou. A Comissão de Preservação de Marcos da Cidade de Nova Iorque designou a fachada do edifício original como um marco da cidade em 1988. A Hearst considerou expandir a estrutura novamente na década de 1980, finalmente erguendo a torre nos primeiros anos da década de 2000.
O edifício está localizado na esquina da Oitava Avenida com a Rua 57, próximo do Columbus Circle, com a entrada principal estando na avenida. A estrutura do Edifício de Revistas Hearst é revestida com pedra calcária fundida com seis pilones com agrupamentos esculturais. A seção da Torre Hearst acima tem uma fachada de vidro e metal arranjada como uma grade diagonal que também exerce a função de sistema estrutural. Os espaços de escritório originais do Edifício de Revistas Hearst foram substituídos por um enorme átrio durante a construção da torre e que hoje abriga áreas comerciais, uma cafeteria e outros espaços. O empreendimento é certificado como um edifício sustentável como parte do programa de Liderança em Energia e Projeto Ambiental.

## Local
A Torre Hearst está no limite entre os bairros de Hell's Kitchen e Midtown Manhattan da cidade de Nova Iorque, Estados Unidos. Está dois quarteirões ao sul do Columbus Circle, sendo delimitado pela Rua 56 ao sul, a Oitava Avenida ao leste e a Rua 57 ao norte. O edifício está de frente ao Central Park Place ao norte, 3 Columbus Circle ao nordeste e Torre Random House ao leste. Está um quarteirão ao sul do Deutsche Bank Center e do 2 Columbus Circle. A base do edifício possui três endereços: Oitava Avenida 951–969, Rua 56 Oeste 301–313 e Rua 57 Oeste 302–312. O terreno é quase um quadrado de 3 731,5 metros quadrados e mede 60,96 por 61,21 metros. Entradas para a estação 59th Street–Columbus Circle do Metrô de Nova Iorque ficam na base.
A Torre Hearst e o Edifício de Revistas Hearst estão localizados próximos de um antigo eixo artístico ao redor de uma seção de dois quarteirões da Rua 57 entre a Sexta Avenida e a Broadway. O eixo se desenvolveu entre o final do século XIX e início do século XX, após a inauguração do Carnegie Hall na Sétima Avenida em 1891. A área tinha a sede de várias organizações, como a Sociedade Americana de Belas Artes, o Clube Lotos e a ASCE Society House. O Edifício de Revistas Hearst estava localizado fora do eixo artístico, mas sua proximidade dele foi um fator na escolha deste local. O eixo artístico foi praticamente substituído no século XXI pelo Billionaires' Row, uma série de arranha-céus de luxo perto da extremidade sul do Central Park.
O local, antes da construção do Edifício de Revistas Hearst, era chamado de lugar Hegeman. Dezesseis pessoas eram proprietárias do terreno, que em sua maior parte estava vazio com exceção de um cinema à céu aberto e algumas lojas.

## História
William Randolph Hearst se mudou para Nova Iorque em 1895 e nas três décadas seguintes se tornou um magnata de revistas bem sucedido. Ele concebeu depois de sua chegada a criação de uma grande sede perto do Columbus Circle, acreditando que a área se tornaria o próximo distrito de entretenimento de Nova Iorque. Hearst comprou vários terrenos próximos do Columbus Circle entre 1895 e meados da década de 1920. Ele também acreditava que o Distrito dos Teatros se expandiria até o Columbus Circle e ficou interessado em teatros parcialmente por causa de sua amante, a atriz Marion Davies. Hearst contratou o arquiteto Joseph Urban para vários projetos de teatros no início do século XX e os dois se tornaram amigos próximos.

### Inícios
Hearst conseguiu no início de 1924 a opção de adquirir um local na Oitava Avenida entre as Ruas 56 e 57, próximo do eixo artístico da Rua 57. Ele adquiriu o título do terreno em abril. Hearst gradualmente adquiriu grandes terrenos próximos, porém não construiu nada nos locais. Otto Hermann Kahn, o diretor da Ópera Metropolitana, começou a planejar por volta da mesma época um novo teatro de ópera para substituir seu edifício existente, gastando três milhões de dólares em 1925 para comprar um terreno ao oeste do de Hearst. Os planos para o teatro de ópera na Rua 57 foram divulgados em janeiro de 1926, porém foram abandonados dois anos depois.

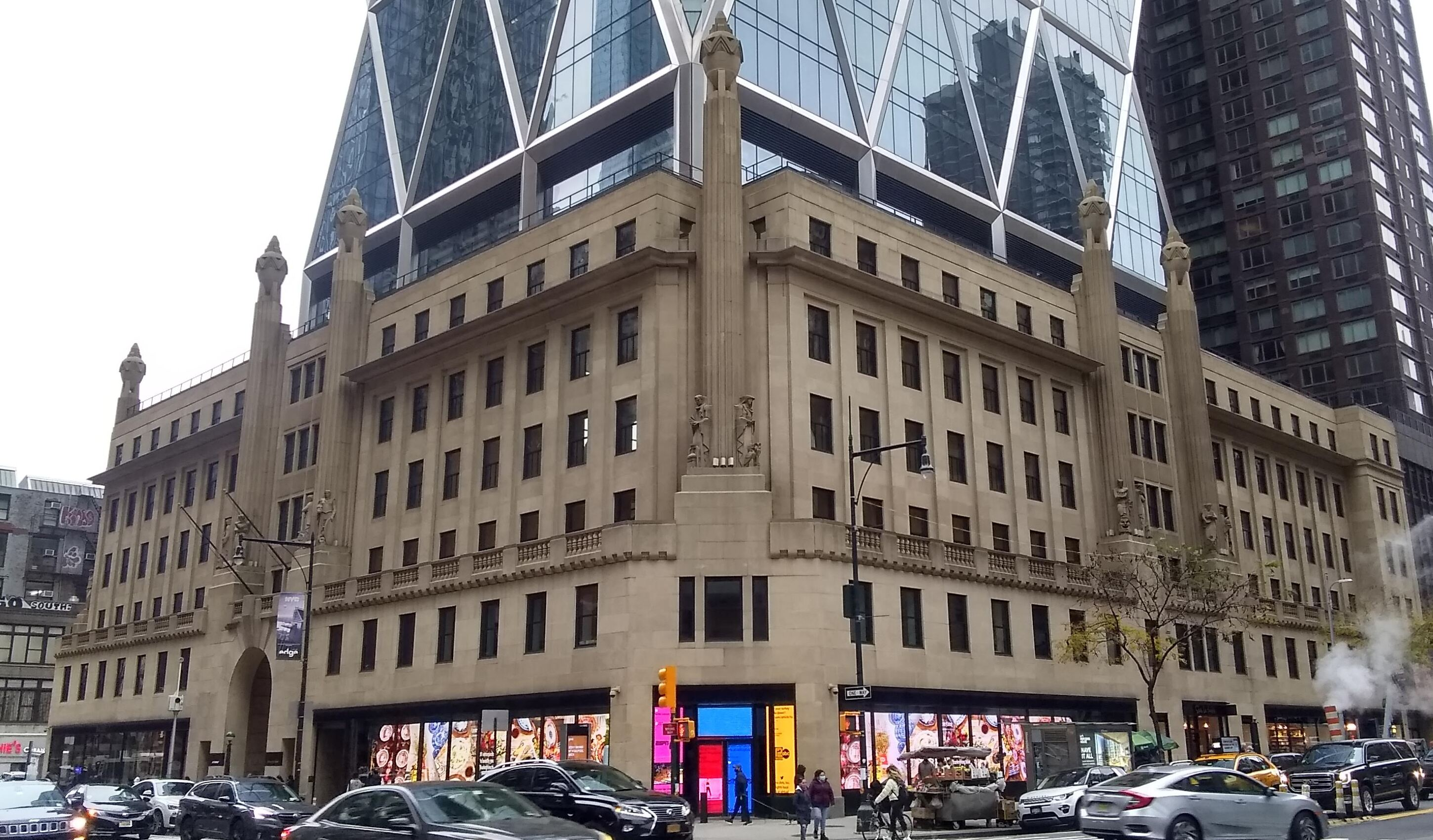
O Edifício de Revistas Hearst visto da esquina da Oitava Avenida com a Rua 57

Hearst, em conjunto com o teatro de ópera cancelado, originalmente planejou construir um edifício de escritórios e lojas de dois andares com um teatro de capacidade para 2,5 mil pessoas projetado por Michael Bernstein. Isto foi posteriormente alterado para um prédio de escritórios e teatro de seis andares projetado pelo arquiteto Thomas W. Lamb. As revistas de Hearst estavam planejadas para serem publicadas três quarteirões ao oeste, em um quarteirão delimitado pela Décima Primeira e Décima Segunda Avenidas e pelas Ruas 54 e 55. Entretanto, este local foi abandonado em agosto de 1926 e Hearst substituiu Lamb, contratando Urban para projetar uma sede para suas revistas no terreno da Oitava Avenida. A proposta de edifício era um arranha-céu e Hearst contratou a George B. Post & Sons, que tinha experiência na construção de arranha-céus.
As escavações para o edifício começaram em junho de 1927. Vários empreendimentos estavam sendo desenvolvidos na Oitava Avenida entre as Ruas 42 e 59, com os valores imobiliários crescendo duzentos por cento desde o início da década. Isto ocorreu parcialmente pelo desenvolvimento da Linha da Oitava Avenida do Sistema de Metrô Independente e por regras de zoneamento que permitiram arranha-céus naquela área. O Edifício de Revistas Hearst estava quase completo em janeiro de 1928, tendo custado dois milhões de dólares.

### Edifício original
Urban e Post elaboraram planos para um teatro de ópera no nível da rua e com capacidade para mil pessoas pouco depois do Edifício de Revistas Hearst ter sido finalizado, mais um auditório de seiscentos lugares no porão e uma data de finalização para 1929. A Hearst Corporation comprou o terreno abaixo do edifício em 1930 por 2,25 ou 2,5 milhões de dólares. Os planos para a torre acima do edifício foram parados por mais de uma década por causa da Grande Depressão logo depois do fim da construção. O New York Evening Journal, um dos jornais de Hearst, transferiu a propriedade do edifício para a Hearst Magazines em 1937 como parte de uma reorganização das propriedades da Hearst Corporation. O prédio foi avaliado na época em 3,253 milhões de dólares; Hearst estava devendo 126 milhões na época e assim vendendo seus ativos. Ele considerou tirar um empréstimo de 35,5 milhões, parte da qual seria usada para recomprar o Edifício de Revistas Hearst, mas acabou mudando de ideia.
A George B. Post & Sons preparou em 1945 planos para mais nove andares ao prédio. Esses planos foram submetidos ao Departamento de Edifícios da Cidade de Nova Iorque no ano seguinte, sendo estimado que a torre custaria 1,3 bilhões de dólares. Essa expansão nunca foi levada adiante e os motivos são desconhecidos. O Edifício de Revistas Hearst manteve a maior parte de sua arquitetura original pelo decorrer do século XX, porém as lojas no nível da rua foram substituídas em 1970.
A Hearst Corporation novamente começou a planejar uma torre acima do Edifício de Revistas Hearst no início da década de 1980. Uma restauração do prédio tinha sido completada recentemente. A Hearst Corporation adquiriu rapidamente várias companhias midiáticas como revistas, editoras e emissoras de televisão durante boa parte da década. A Comissão de Preservação de Marcos da Cidade de Nova Iorque começou em 1982 a considerar registrar o Edifício de Revistas Hearst como um marco. Mais discussões sobre o assunto ocorreram em 1987, com a comissão concedendo a designação de marco para a fachada do prédio em 16 de fevereiro de 1988. Isto significou que a Comissão de Preservação de Marcos precisaria aprovar quaisquer propostas de mudanças para o exterior do Edifício de Revistas Hearst. A firma de arquitetura Beyer Blinder Belle propôs no final da década de 1980 a construção de uma torre de vidros verdes com 34 andares, mas esta nunca foi construída.

### Adição da torre
O Edifício de Revistas Hearst era muito pequeno para acomodar todas as divisões da Hearst Corporation, mesmo sendo a sede da empresa. No início do século XXI ele abrigava os escritórios da revista Good Housekeeping, escritórios corporativos e a divisão de mídia da Hearst, enquanto as outras revistas da empresa eram publicadas em vários prédios próximos. A Hearst anunciou em 2000 planos para consolidar todas as suas divisões ao finalmente construir sua torre de escritórios. Os planos renovados para a torre foram parcialmente impulsionados pelo desenvolvimento de outras sedes de empresas midiáticas nos arredores, como o AOL Time Warner Center, o Edifício New York Times e o Edifício Condé Nast. A Hearst supostamente conversou com a firma de arquitetura Polshek Partnership durante o processo de desenvolvimento.

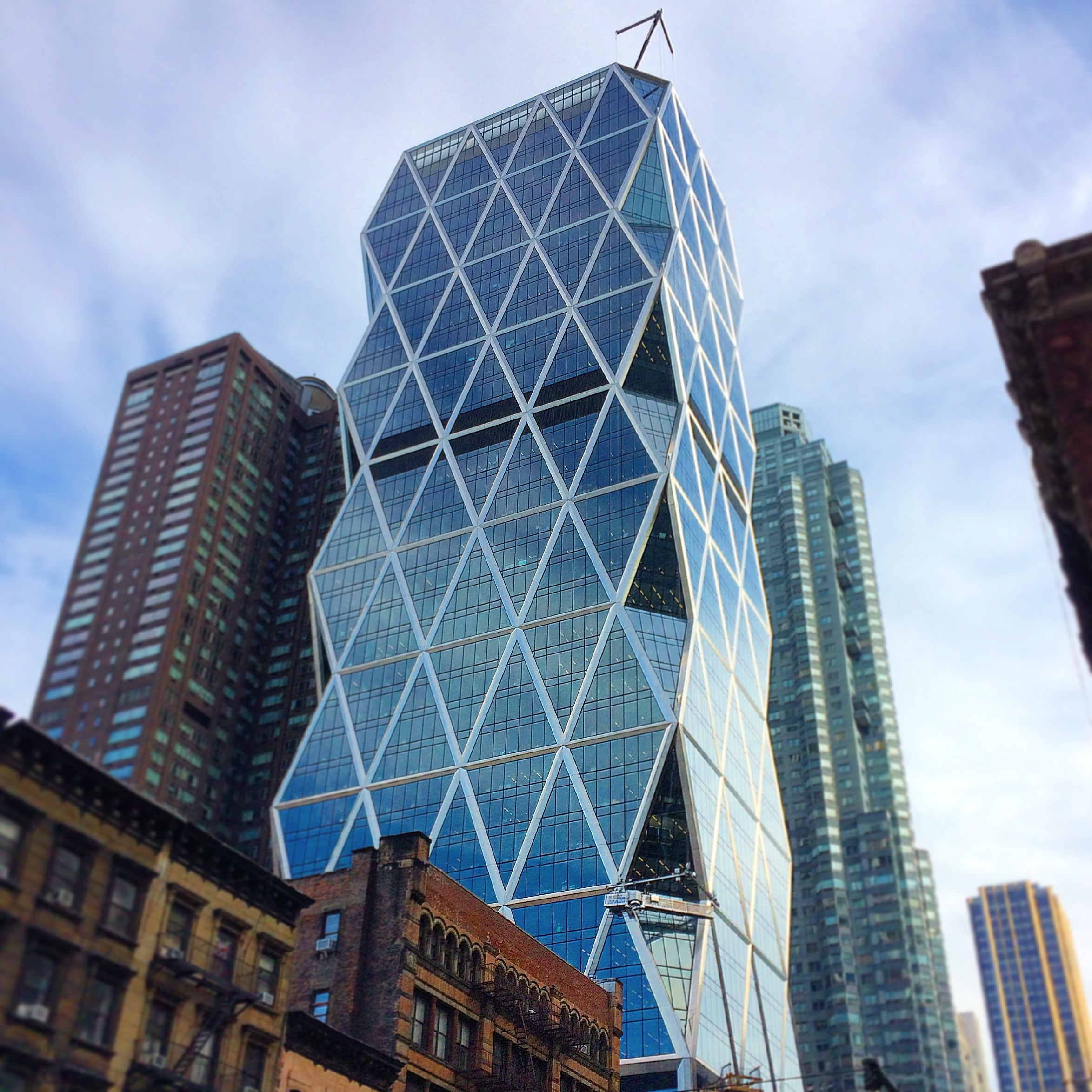
A Torre Hearst vista da Oitava Avenida

A empresa anunciou em fevereiro de 2001 que tinha contratado o arquiteto Norman Foster para projetar a adição da torre. A escolha de Foster, após sua tentativa fracassada de projetar o Edifício New York Times, fez um arquiteto comentar: "Meu palpite é que a Hearst queria superar o Times". A empresa decidiu seguir com o projeto mesmo com os ataques de 11 de setembro daquele mesmo ano. Foster disse que a Hearst achou que "Se não fizermos nada, [os terroristas] venceram". Por conta dos ataques, Foster e a Hearst decidiram restringir o acesso de visitantes apenas a uma parte do átrio e relocar o núcleo da torre para ficar mais distante da rua. Outras partes do projeto também foram revisadas, mas a fachada de vidro foi mantida. A equipe de Foster desenhou mais de cem planos para a torre. Os planos para a construção da Torre Hearst foram submetidos em outubro, sendo aprovados pela Comissão de Preservação de Marcos no mês seguinte. A Hearst conversou com a comunidade para acalmar quaisquer possíveis preocupações, com a aprovação ocorrendo em menos de três horas. O único oponente foi o Conselho de Distritos Históricos, cujo diretor executivo afirmou que a torre "não responde à, respeita ou mesmo dialoga com o marco da sua base".
A Torre Hearst foi o primeiro grande arranha-céu de Manhattan construído após o ataque de 11 de setembro. A Good Housekeeping se mudou para outro edifício da Hearst antes do início das obras, com dois mil funcionários sendo relocados. A construção da Torre Hearst começou em 30 de abril de 2003 e o interior do Edifício de Revistas Hearst foi demolido em meados do ano. A armação original foi deixada intacta até que novas vigas de aço fossem instaladas, enquanto a fachada foi preservada e limpada ao custo de seis milhões de dólares. A construção com aço começou em março de 2004. As lajes dos andares foram instaladas na média de um andar a cada quatro dias, enquanto o muro cortina foi instalado na média de um andar a cada seis dias. A torre chegou ao seu topo em 10 de fevereiro de 2005. Os primeiros funcionários se mudaram na última semana de junho de 2006, porém o prédio só foi ser finalizado oficialmente em outubro. O custo total da Torre Hearst foi de quinhentos milhões de dólares.
A Torre Hearst se tornou o primeiro edifício de Nova Iorque a receber uma certificação de ouro da Liderança em Energia e Projeto Ambiental. Seus custos de operação eram 25 por cento menores do que edifícios de tamanho similar por causa de seus elementos ambientais. A certificação foi elevada para platina em 2012. Os andares superiores foram rapidamente ocupados, mas o espaço de varejo no térreo permaneceu desocupado por anos; qualquer arrendamento precisava ser aprovado pela Hearst e o preço mensal era de quatrocentos dólares por cada nove centímetros quadrados. O espaço só foi ser ocupado em 2011, quando a comerciante de utensílios de cozinha Sur La Table abriu um loja. A Panera Bread arrendou um espaço no térreo em 2022 com a intenção de abrir uma megaloja, esta foi aberta em novembro.

## Arquitetura

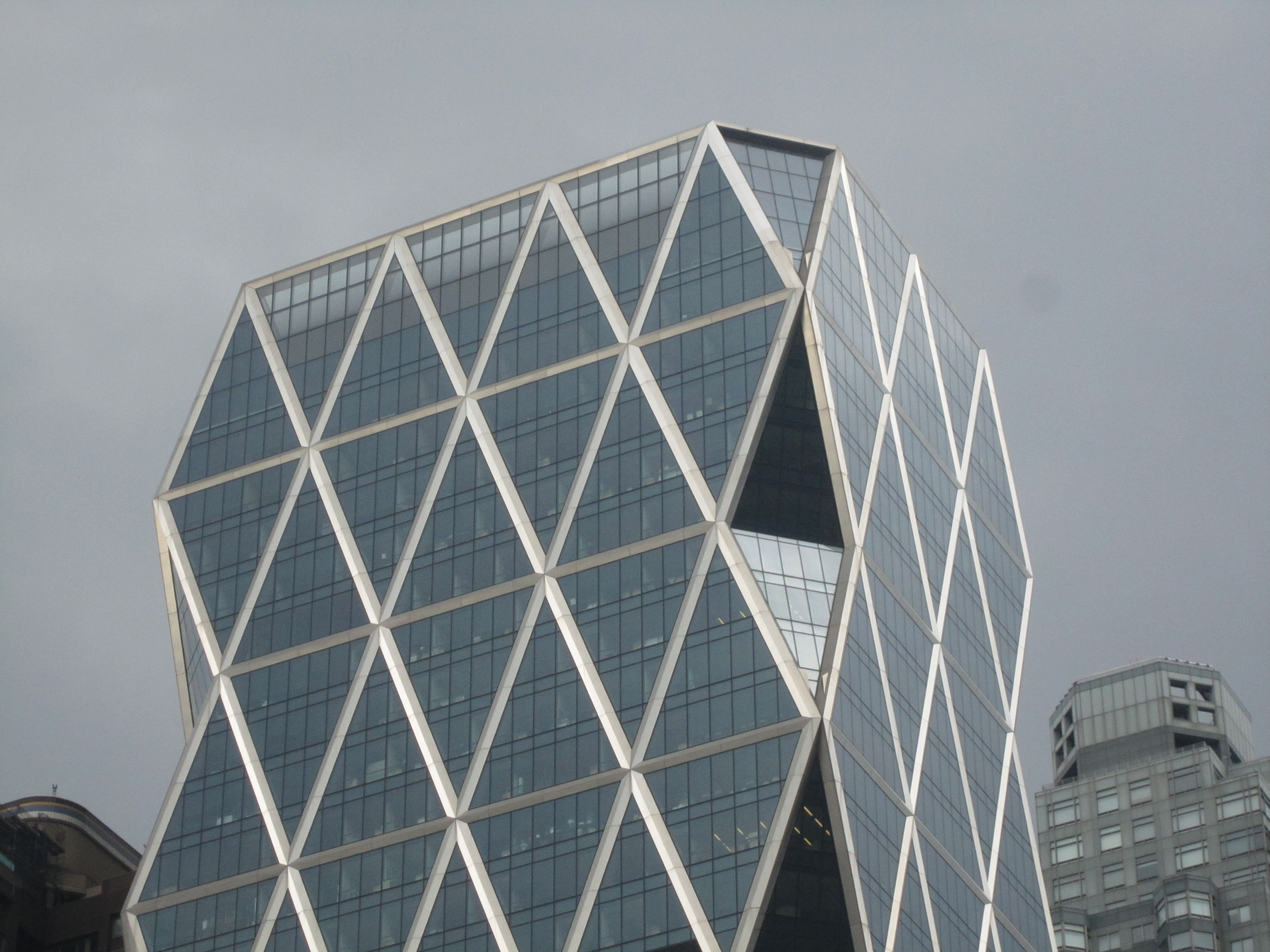
Os andares superiores da Torre Hearst

O prédio original de seis andares, chamado de Edifício de Revistas Hearst ou Edifício de Revistas Internacionais, foi projetado pelo arquiteto Joseph Urban junto com a firma de arquitetura George B. Post & Sons. Foi finalizado em 1928 com a intenção de ser a base para uma torre futura, tendo sido projetado no estilo art déco. O escultor Henry Kreis criou seis grupos de esculturas no terceiro andar. O Edifício de Revistas Hearst é o único sobrevivente de um complexo de entretenimento não construído concebido no início do século XX por William Randolph Hearst. A torre foi projetada pelo arquiteto Norman Foster com a Adamson Associates, sendo finalizada quase oito décadas depois da base. A torre foi desenvolvida pela Hearst Corporation e a Tishman Speyer, com a WSP Global de engenheira estrutural e a Turner Construction de empreiteira.
As duas seções tem uma altura combinada de 182 metros e 46 andares acima do solo. A base ocupa quase todo o terreno e originalmente continha andares em formato de "U", flanqueando um pátio à oeste. O terceiro ao sexto andares da base estão ligeiramente recuados em relação aos dois primeiros. O telhado o edifício original estava 21,3 metros acima do solo. Os andares da torre estão recuados ainda mais em relação aos seis primeiros no norte, leste e sul. Cada um dos andares da torre mede 48,7 por 36,5 metros, com a dimensão maior sendo de leste–oeste. O recuo acima do sexto andar tem uma claraboia de 12,2 metros de largura.
A Torre Hearst tem 79 525 metros quadrados de espaço de escritórios. O Departamento de Planejamento Urbano da Cidade de Nova Iorque afirma a área bruta de andar é de 65 384,8 metros quadrados. A torre recebeu um bônus de zoneamento que permitiu que sua área máxima de andar fosse expandida em seis andares ou onze mil metros quadrados, um aumento de vinte por cento em relação aos 56 mil metros quadrados de área máxima permitida anteriormente. A Hearst concordou em melhorar o acesso à estação do metrô abaixo do edifício em troca, adicionando três elevadores e reconfigurando as áreas de circulação da estação. Sem esta emenda de zoneamento, a Hearst teria que pagar até dez milhões de dólares a mais pelos direitos aéreos, pois a companhia já tinha usado todo o seu direito aéreo acima do Edifício de Revistas Hearst.

### Fachada

#### Base

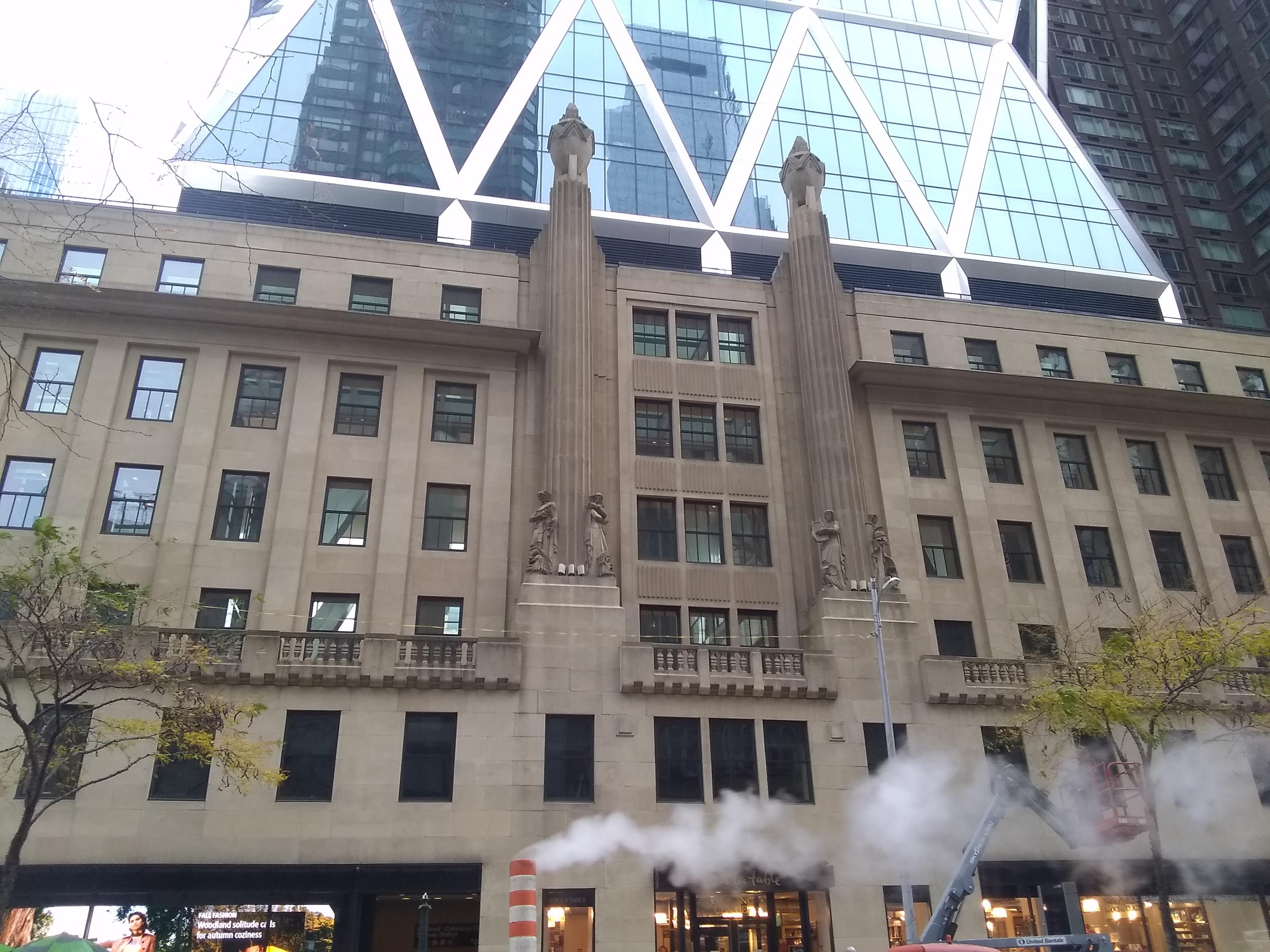
A fachada da Rua 57

A fachada do Edifício de Revistas Hearst é revestida com pedra calcária fundida, com sua superfície de 42 mil metros quadrados sendo um marco de Nova Iorque. É dividida horizontalmente em dois andares inferiores, três andares intermediários e um sótão. Os cantos nordeste e sudoeste são chanfrados. Uma balaustrada está em frente das janelas do terceiro andar apoiada por uma estante com entalhes e interrompida pelos cantos chanfrados. Um parapeito fica em cima do quinto andar, exceto nos tramos acima dos arcos de entrada na Oitava Avenida e Rua 57 e nos cantos chanfrados. A fachada da base, com a construção da torre, foi adaptada para se adequar a regulamentos sísmicos atualizados. Os espaços de escritórios foram substituídos por um átrio quando a Torre Hearst foi construída, assim as janelas do terceiro ao sexto andares hoje iluminam o átrio.
A entrada principal fica no centro da fachada da Oitava Avenida e possui um grande arco flanqueado por duas portas menores. O arco tem painéis de granito cinza na base e aduelas e chaves chanfradas no topo, sobrepondo-se a uma varanda. O vestíbulo com abóbada de berço dentro do arco contém caixotões octogonais em relevo. A extremidade ocidental do vestíbulo tem uma entrada com uma armação de bronze e quatro portas de vidro com um travessão de bronze e vidro. Há uma entrada para o metrô no lado direito (norte) do vestíbulo de entrada da Oitava Avenida. Há vitrines de lojas no nível da rua e sete janelas de guilhotina no segundo andar na fachada da Oitava Avenida. A antiga entrada secundária na Rua 57 foi criada para criar uma loja com uma janela em cima. Há outra entrada para o metrô à esquerda da porta original. O restante das fachadas do nível da rua nas Ruas 56 e 57 também possuem vitrines de vidro e metal, enquanto na extremidade ocidental da Rua 56 há entradas de carga.
Há seis pilones que são suportados por pedestais com agrupamentos esculturais no terceiro andar e encimados por urnas esculpidas acima do sexto andar. Os pilones indicam que o edifício foi originalmente planejado como teatro. Os centros das fachadas da Oitava Avenida e Rua 57 são idênticas, com dois pilones cada. Os agrupamentos esculturais dos pilones esquerdos nas duas entradas representam a comédia e tragédia, enquanto dos direitos representam música e arte. Pilones semelhantes estão nos cantos nordeste e sudoeste. O pilone de nordeste contém um agrupamento representando as ciências, já o de sudeste tem um representando esportes e indústria.
Entre os pares de pilones na Oitava Avenida e Rua 57, em cada um do terceiro ao sexto andares, estão janelas tripartite com enjuntas de pedra canelada. Essas mesmas fachadas contém sete tramos em cada lateral do tramo vertical recuados acima do segundo andar. O terceiro, quarto e quinto andares das fachadas da Oitava Avenida e Rua 57 possuem janelas de guilhotina ligeiramente recuadas atrás da fachada principal, enquanto as janelas do sexto andar estão alinhadas com a fachada de pedra fundida. O recuo e arranjo de janelas são mantidos nos oito tramos orientais da fachada da Rua 56. Os dois tramos mais ocidentais da Rua 57 e os doze mais ocidentais da Rua 57 não estão recuados em relação ao segundo andar e não contém balaustradas no terceiro andar. Os tramos do terceiro ao quinto andar da seção ocidental da fachada da Rua 56 estão agrupados em seis pares separados por pilastras, tendo sido projetados para enfatizar os andares superiores nunca construídos.

#### Torre

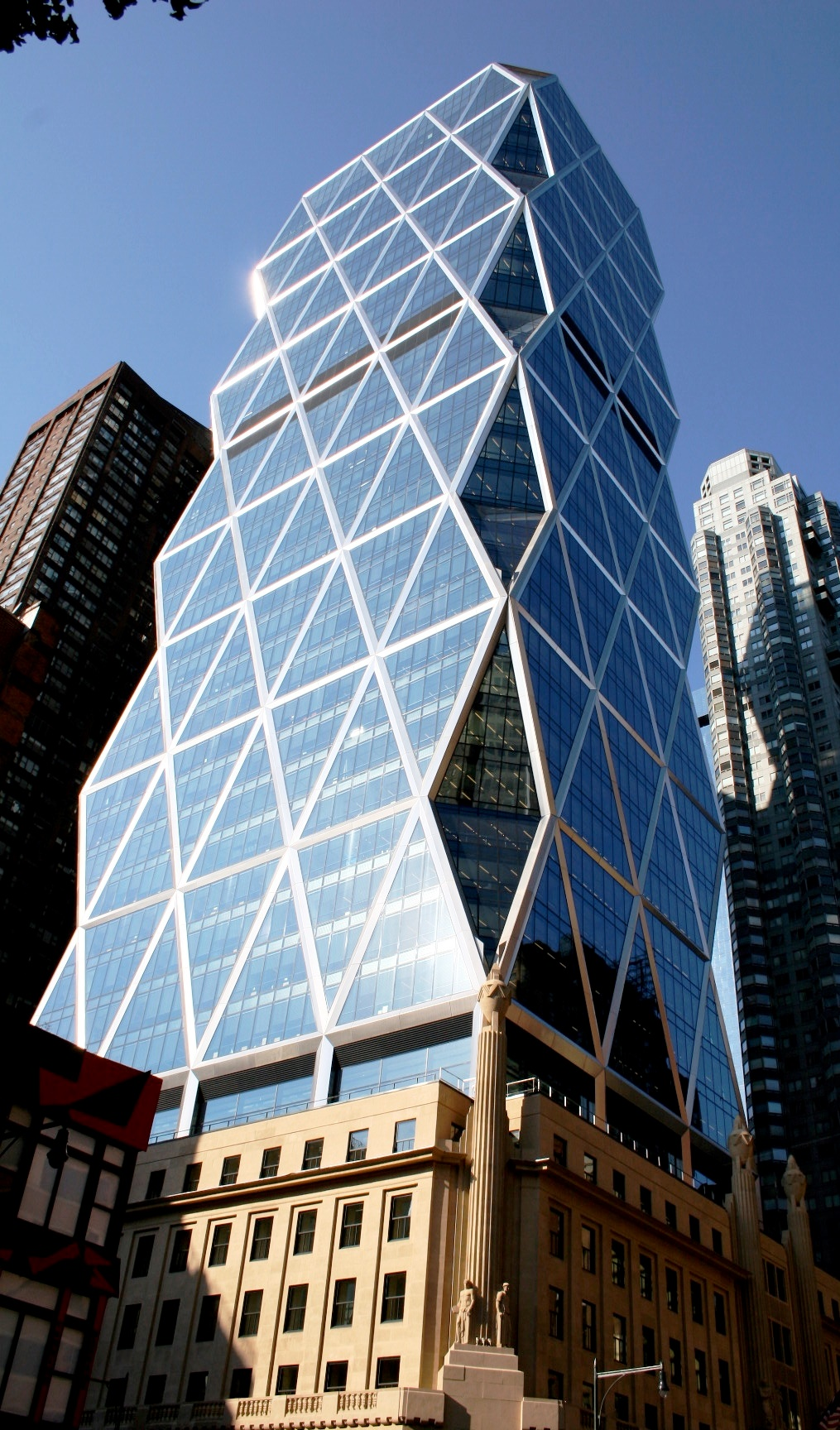
A Torre Hearst vista da Oitava Avenida

Um clerestório envolve o sétimo ao décimo andares imediatamente acima da base, separando estruturalmente a torre da base. A fachada da torre possui acima do décimo andar um padrão de armação conhecido como diagrid, uma aglutinação de grade diagonal, que é o sistema de suporte estrutural. O diagrid divide a torre horizontalmente em segmentos de quatro andares e diagonalmente em triângulos alternados em pé e invertidos que se cruzam em nós em pontos na fachada. O arranjo do diagrid cria "bocas de pássaros" chanfradas nos cantos da torre no 14º, 22º, 30º e 38º andares. David W. Dunlap do The New York Times escreveu que as vigas e as "bocas de pássaro" estão em um ângulo de 75 graus, porém outros autores afirmaram que o ângulo era de 65 graus. O sistema estrutura é semelhante ao da Torre Commerzbank em Frankfurt e do 30 St Mary Axe em Londres, tendo sido desenvolvido junto com o engenheiro Ysrael Seinuk.
Os triângulos do diagrid são painéis pré-fabricados que foram produzidos pela Cives Steel Company em Nova Iorque e na Virgínia. Cada triângulo tem 15,8 metros de altura. As vigas diagonais normalmente tem 17,3 metros de comprimento por 12,2 metros de largura. As colunas são rebitadas em vez de soldadas umas nas outras nos nós. O diagrid precisou de 9 510 toneladas de aço estrutural, vinte por cento menos do que seria normalmente necessário para um edifício de tamanho similar. Mais de noventa por cento do aço do diagrid é reciclado. O muro cortina externo foi construído pela Permasteelisa com 3,2 mil painéis de vidro na fachada. Os painéis tem normalmente 4,1 metros de altura por 1,5 metro de largura, mas 625 foram construídos com especificações customizadas.
O equipamento de limpeza de janelas da torre foi criado pela empresa Tractel e demorou três anos para ser planejado por causa do projeto complexo da fachada; o custo do desenvolvimento foi de três milhões de dólares. Ele incorpora "uma caixa de aço retangular do tamanho de um Smart car" no telhado que iça um mastro de 12,2 metros e um braço hidráulico. Sessenta e sete sensores e interruptores ficam dentro da caixa. Uma plataforma de limpeza de janelas fica pendurada do braço hidráulico por seis fios de cabos de aço. O equipamento foi instalado em abril de 2005 em um trilho elevado de aço de 128 metros de comprimento ao redor do telhado da torre. O equipamento quebrou em 12 de junho de 2013 e deixou dois limpadores presos.

### Elementos

#### Estrutura
O Edifício de Revistas Hearst é sustentado por colunas de aço em seu perímetro. A armação original tinha a intenção de suportar até pelo menos sete andares adicionais. Os planos originais de Urban para a torre se perderam, porém alguns relatos afirmam que teria até vinte andares. O prédio tinha seis fossos de elevadores, o dobro ou o triplo do número de elevadores esperados para uma construção do seu tamanho. Uma cobertura de tijolos brancos ficava acima do sexto andar para ser usada em caso de uma futura expansão dos elevadores. A armação original do Edifício de Revistas Hearst foi removida quando a Torre Hearst foi construída. A estrutura foi esvaziada para o átrio da torre e novas colunas foram instaladas atrás da fachada. "Mega colunas" descem do perímetro da torre e a armação existente e as novas colunas se conectam com com vigas no terceiro e sétimo andares. Oito "super diagonais" de 27,4 metros inclinam-se do terceiro ao décimo andar.
A Torre Hearst tem 28 elevadores. Suas escadas e elevadores estão em um núcleo de serviço que fica colado na parede ocidental, o único lado que não está de frente para alguma rua. O plano original era que o núcleo de serviço ficasse no centro do edifício, mas isto foi alterado após os ataques de 11 de setembro de 2001 como uma medida de precaução contra possíveis ataques vindos da rua. O núcleo desalinhado permite que os andares de escritórios possuem um plano aberto sem colunas internas. O peso da torre é suportado pelo diagrid externo para compensar o desalinhamento do núcleo e ausência de colunas de suporte internas.
A camada de rocha matriz abaixo da torre varia em profundidade e assim a fundação foi construída com dois métodos. Sob metade do subsolo a rocha matriz está apenas há alguns metros e assim fundações espalhadas foram usadas. Na outra metade a rocha matriz está até 9,1 metros, assim 21 estacas foram usadas.

#### Interior

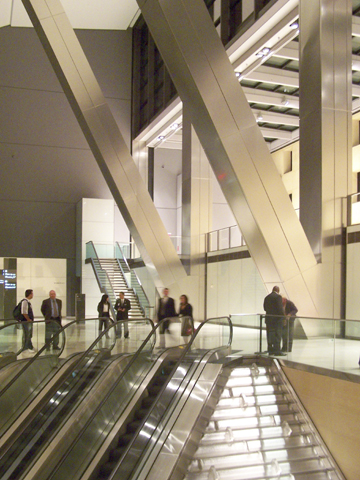
Interior do saguão

O Edifício de Revistas Hearst inicialmente tinha escritórios com pé direito de 3,4 metros. O espaço de escritórios do prédio original foi substituído por um átrio de 28,9 metros de altura quando a torre foi construída. O átrio tem um volume de 48 mil metros cúbicos. O saguão é acessado por escadas rolantes a partir da entrada da Oitava Avenida, estando no terceiro andar do edifício original. As escadas rolantes passam por uma cascata de 8,2 por 22,9 metros que usa água reciclada do telhado verde do edifício. A cascata é complementada por Riverlines, um afresco de 21 metros de altura pintado por Richard Long. Há dois mezaninos no átrio: um contém uma cafeteria com capacidade para 380 pessoas e outro abriga uma área de exibição. A cafeteria, o Cafe 57, é usada por funcionários da Hearst e visitantes. Uma sala de projeção fica no lado norte do átrio. Duas lojas ficam no nível da rua sob o átrio: um espaço âncora de aproximadamente 1,1 mil metros quadrados e outro espaço de por volta de 230 metros quadrados.
A torre começa no décimo andar, que tem 33,5 metros de altura e está ligeiramente acima do telhado do átrio. Cada andar tem uma área de dois mil metros quadrados com pé direito de 4,1 metros. Os andares foram projetados para acomodar muitas das publicações e empresas de comunicação da Hearst, incluindo a Cosmopolitan, Esquire, Marie Claire, Harper's Bazaar, Good Housekeeping e Seventeen. Além dos escritórios, há uma academia para funcionários no 14º andar. Salas executivas ficam no 44º andar.
A torre possui vários elementos de projeto que tinham a intenção de se adequar aos padrões de edifício verde como parte do programa de Liderança em Energia e Projeto Ambiental. As lajes de piso revestidas de calcário do átrio e dos andares de escritório contém tubos de polietileno para água aquecida ou refrigerada com o objetivo de regular temperatura e humidade. Um tanque de 53 mil litros no subsolo coleta água da chuva a partir do telhado, com uma parte sendo bombeada para a cascata do saguão. As mobílias e as luzes foram projetadas para serem eficiente em termos de energia. Dois dos andares executivos possuem sistemas de escurecimento da luz natural que escurecem quando há luz solar, enquanto os outros andares possuem sistemas de desligamento de luz natural, que desligam quando há luz solar. Aproximadamente 85 por cento dos materiais do interior do Edifício de Revistas Hearst foi reciclado para a construção da torre.

## Impacto
O Edifício de Revistas Hearst, antes da construção da torre, era considerado uma indicação de planos nunca realizados. Um observador em 1982 disse que a estrutura foi projetada em "um estilo incomum por um projetista incomum (e incomumente talentoso)". O escritor Eric Nash escreveu em 1999 que o Edifício de Revistas Hearst era um vestígio da torre original que tinha sido planejada para o local. Herbert Muschamp do The New York Times escreveu dois anos depois que o prédio era nada mais do que um edifício art déco padrão, mesmo com a experiência de Urban tanto em arquitetura quanto em projeto de teatros. Christopher Gray também do The New York Times descreveu a estrutura como possuindo uma qualidade funerária. William Randolph Hearst deixou poucos indícios sobre o que achava que o Edifício de Revistas Hearst representava.
Os críticos destacaram o contraste da torre com sua base. Tanto Justin Davidson quanto Edwin Heathcote descrevendo a Torre Hearst como flutuando sobre sua base por causa dos estilos arquitetônicos diferentes. Nicolai Ouroussoff do The New York Times escreveu que a torre "talvez seja o símbolo mais muscular de autoconfiança corporativa a subir em Nova Iorque desde os anos 1960", mesmo com seu projeto contrastando com o Edifício de Revistas Hearst. O escritor Paul Goldberger considerou a Torre Hearst como o arranha-céu mais bonito da cidade desde o 140 Broadway, que tinha sido finalizado em 1967. Algumas análises foram negativas: Robert Campbell da Architectural Record comparou a torre com uma estrutura militar deslocada, enquanto Herbert Muschamp a chamou de um "pino quadrado de vidro em um buraco quadrado sólido".
A Torre Hearst recebeu o Prêmio Arranha-Céu Emporis em 2006 como o melhor arranha-céu do mundo finalizado naquele ano. O Instituto Americano de Arquitetos criou uma lista em 2007 dos edifícios e estruturas mais populares dos estadunidenses e a Torre Hearst ficou entre os 150 primeiros. A torre foi premiada em 2007 com o Prêmio da Indústria de Construção Britânica e ficou em segundo lugar no Prêmio Lubetkin do Instituto Real de Arquitetos Britânicos. A Torre Hearst recebeu em 2016 o Prêmio de 10 Anos do Conselho de Edifícios Altos e Habitat Urbano, que citou a "complexidade estrutural" do edifício como uma consideração em seu valor e desempenho.